# Zygmunt Szczęsny Feliński
Zygmunt Szczęsny Feliński (1 tháng 11 năm 1822 tại Voiutyn, nay là Ukraina – 17 tháng 9 năm 1895), Phù hiệu Farensbach, là Tổng giám mục Warszawa và là người sáng lập Dòng Các Nữ Tu Phanxicô Maria. Ông được phong thánh ngày 11 tháng 10 năm 2009 bởi Giáo hoàng Biển Đức XVI.

## Thời thơ ấu
Cha mẹ của ông là Gerard Feliński và Eva Wenderoff. Ông sinh ra ở Voiutyn (pol. Wojutyn) ở Volhynia (Ukraina ngày nay) khi vùng đất là một phần của đế chế Nga. Ông là con thứ ba trong gia đình có sáu anh chị em nhưng hai người trong số đó đã chết khi còn nhỏ tuổi. Cha của ông mất khi ông lên mười một. Năm năm sau (1938) thì mẹ ông cũng bị đày đi Siberia vì một âm mưu dân tộc (mà bà đã cố gắng làm việc để cải thiện các điều kiện kinh tế và xã hội của người nông dân), kết quả là ông chỉ gặp lại mẹ mình khi đã là sinh viên đại học.
Sau khi hoàn thành bậc trung học, ông theo học toán tại Đại học Quốc gia Moskva từ 1840 đến 1844. Năm 1847, ông đến Paris để theo học văn học Pháp tại Sorbonne và tại Collège de France. Ở Paris, ông sống cùng với những người Ba Lan lưu vong, quen với Adam Mickiewicz và là bạn của Juliusz Słowacki.
Năm 1848, ông tham gia phong trào Những cuộc nội chiến Silesia của Ba Lan chống lại cai trị của nước Phổ ở Poznań.
Khoảng thời gian 1848-1850, ông dạy kèm cho các con trai của Eliza và Zenon Brzozowski tại Munich và Paris.

## Lưu vong
Ông sống lưu vong ở Yaroslavl trong 20 năm và không được phép có bất cứ liên lạc nào với Warszawa.
Trong thời gian lưu vong, ông tổ chức các công việc của lòng thương xót để giúp đỡ các bạn tù của mình (đặc biệt là các linh mục trong số này), và góp đủ tiền (mặc cho các cản trở từ cảnh sát) để xây dựng một Nhà thờ Công giáo, nơi hình thành một giáo xứ mới. Người dân địa phương ấn tượng với quan điểm tôn giáo của ông và gọi ông là 'linh mục Ba Lan mộ đạo'.
Trong thời gian sống lưu vong, ông đã viết một vài tác phẩm đã được ông ấn hành sau khi được thả tự do. Trong số đó có: Spiritual Conferences, Faith and Atheism in the search for happiness, Conferences on Vocations, Under the guidance of Providence,Social Commitments in View of Christian Wisdom and Atheism, và Memories.

## Kraków
Năm 1883, theo thỏa thuận giữa Tòa thánh và Nga, ông đã được thả khỏi nơi lưu vong và chuyển đến Dzwiniaczka phía đông nam Galicia (nay là Дзвинячка ở Ukraina) sống với những người nông dân Ukraina và Ba Lan. Đức Giáo hoàng đã chuyển ông từ Tổng giám mục Warszawa thành Tổng giám mục danh phận của Tarsus (thành phố). Tại đây, ông là cha tuyên úy trong trang viên của Bá tước Keszycki và Koziebrodski, và ông dấn thân đầy nhiệt huyết cho hoạt động mục vụ. Ông đã cho xây dựng ngôi trường học và mẫu giáo đầu tiền tại ngôi làng bằng số tiền của mình. Ông cũng cho xây một nhà thờ và tu viện cho Dòng Các Nữ Tu Phanxicô Maria.
Ông mất ngày 17 tháng 9 năm 1895 tại Kraków và được chôn cất ngày 20 tháng 9. Ngày 10 tháng 10, linh cữu ông được chuyển về Dzwiniaczka, và sau đó lại một lần nữa được chuyển về Warszawa năm 1920, sau đó vào ngày 14 tháng 4 năm 1921, họ chuyển linh cữu ông về hầm mộ của Nhà thờ Thánh Gioan và vẫn còn cho đến ngày nay.